# Bertie Peacock
Bertie Peacock (Coleraine, 1928. szeptember 29. – 2004. július 22.) északír válogatott labdarúgó, edző. 

## Pályafutása

### Klubcsapatban
1946 és 1948 között a Coleraine csapatában játszott. Az 1948–49-es szezonban a Glentoranban szerepelt. 1949-től 1961-ig a Celtic játékosa volt, melynek színeiben bajnokságot, kupát és ligakupát nyert. 1962-ben Kanadában játékosedzőként szerepelt a Hamilton Steelersben. 

### A válogatottban
1951 és 1961 között 31 alkalommal szerepelt az északír válogatottban és 2 gólt szerzett. Részt vett az 1958-as világbajnokságon, ahol a Csehszlovákia, az Argentína és az NSZK elleni csoportmérkőzésen kezdőként lépett pályára.

### Edzőként
1961 és 1974 között a Coleraine edzője volt. 1962 és 1967 között az északír válogatott szövetségi kapitánya volt.

## Sikerei, díjai

### Játékosként
Celtic FC
- Skót bajnok (1): 1953–54
- Skót kupagyőztes (2): 1950–51, 1953–54
- Skót ligakupagyőztes (2): 1956–57, 1957–58

### Edzőként
Coleraine FC
- Északír bajnok (1): 1973–74